# David Cerqueira
Pour les articles homonymes, voir Cerqueira.
David Cerqueira est un scénariste, dessinateur et coloriste de bande dessinée, né le 25 avril 1973 dans le Nord de la France.

## Biographie
David Cerqueira s'installe à Angoulême en 1997 ; en 2004, il fait partie de l'Atelier Sanzot. Sur un scénario de Jean-Luc Masbou, il illustre la bande dessinée policière L'Ombre de l'échafaud (Delcourt), qui s'interrompt après le troisième volume publié en 2007. En 2004, Catherine Fradier lui propose le scénario du one shot policier Le bâton de Sobek, que Cerqueira dessine avec André Le Bras. Il devient scénariste pour la science-fiction Wyrd, dont le premier volume, < la_Faille > est dessiné par Olivier Ormière et publié en 2005. Antoine Maurel au scénarise pour lui L'Évangile selon Satan (Soleil Productions), récit de type ésotérique adapté du roman de Patrick Graham, qui connaît deux volumes avant d'être abandonné. Il passe ensuite chez Le Lombard où Thomas Mosdi écrit pour lui Minas Taurus, une série d'aventure se déroulant dans l'Antiquité prévue en trois tomes, dont les deux premiers sont parus en 2012 et 2013. Pour ce travail, Cerqueira emploie les outils informatiques. Néanmoins, le premier volume reçoit un accueil tiède sur BD Gest, autant pour le scénario que pour le traitement graphique.
En 2008, lors du festival BD « Des planches et des vaches » d'Hérouville, le jury lui attribue le prix spécial « Vache enragée » pour son soutien constant.

## Œuvres comme dessinateur
L'Évangile selon Satan
- 1  Je vous salue Marie , Soleil Productions, Secrets du Vatican, 2009
Scénario : Antoine Maurel   - Couleurs : Hélène Lenoble -  (ISBN 978-2-302-00678-2)
- 2  Et délivre-nous du Mal , Soleil Productions, Secrets du Vatican, 2011
Scénario : Antoine Maurel   - Couleurs : Hélène Lenoble -  (ISBN 978-2-302-01271-4)

L'Ombre de l'échafaud
- 1  L'affaire Brignou[7] , Delcourt, Conquistador, 2001
Scénario : Jean-Luc Masbou  - Dessin et couleurs : -  (ISBN 2-84055-471-2)
- 2  L'Affaire Dudanne , Delcourt, Conquistador, 2004
Scénario : Jean-Luc Masbou   - Couleurs : Siel -  (ISBN 2-84055-840-8)
- 3  L'affaire Valkoviak , Delcourt, Conquistador, 2007
Scénario : Jean-Luc Masbou   - Couleurs : Sophie Barroux -  (ISBN 978-2-7560-0332-0)

Il participe également à l'ouvrage collectif Les chansons en imaches de Raoul de Godewarsvelde, sur un scénario de Xavier Bétaucourt et d'Olivier Brazao (Imbroglio, 2006).

## Œuvres comme scénariste
Wyrd
- 1  < la_Faille >, Panini, 2005
Scénario : David Cerqueira et Jean-Philippe Grislain  - Dessin : Olivier Ormière - Couleurs : Siel -  (ISBN 2-84538-537-4)